# ディキノドン
ディキノドン(Dicynodon) は、古生代ペルム紀に繁栄した草食の単弓類の絶滅した属。単弓綱 - 獣弓目 - 異歯亜目 - ディキノドン下目に属する。上顎に二本の牙を持っている事から「二本の牙」の意味でディキノドンと名付けられた。

## 特徴
植物食で、その名の由来となった二本の犬歯を除く歯を持たない。代わって発達した角質の嘴を持ち、それで植物をまとめて切り取り、胃に送り込んだと思われる。また、牙は塊茎などを掘り返すのに使われていたと思われる。
ディキノドンは、ディキノドン類においてはやや大型で特殊化したグループに属する。その体長は種により異なるが、平均して1.2m程であった。このディキノドン属は、三畳紀におけるカンネメエリア科の先祖となった可能性もある。
模式種は、Dicynodon lacerticeps Owen（1845）。

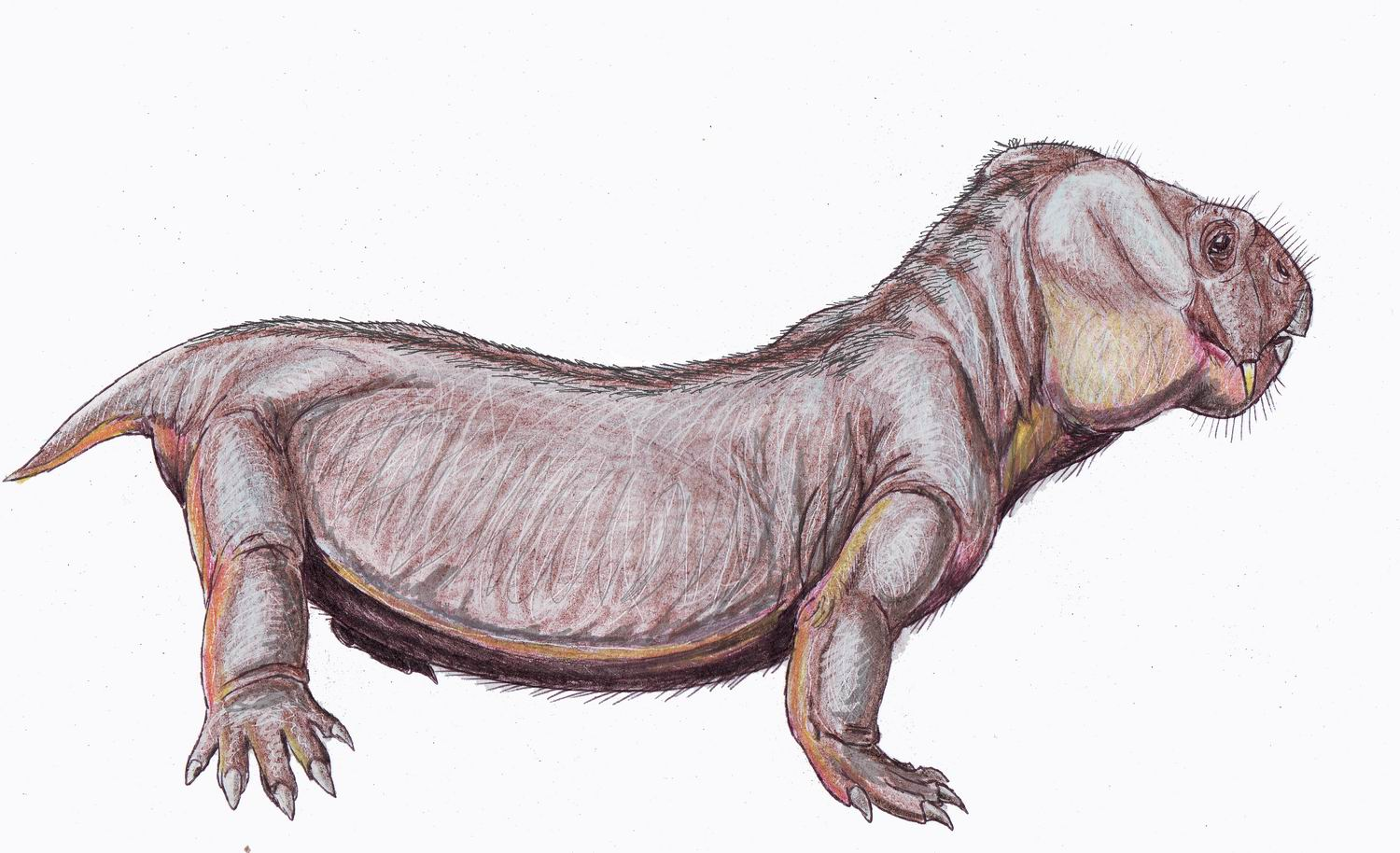
ディキノドン D. trigonocephalus 復元想像図
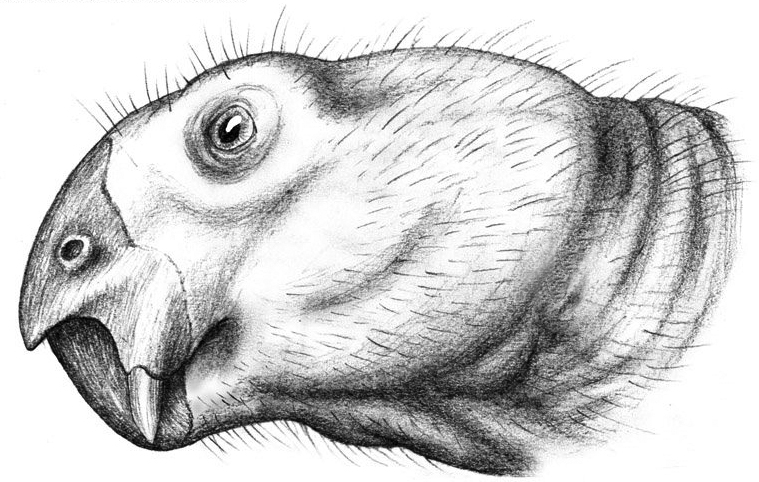
ディキノドン頭部。
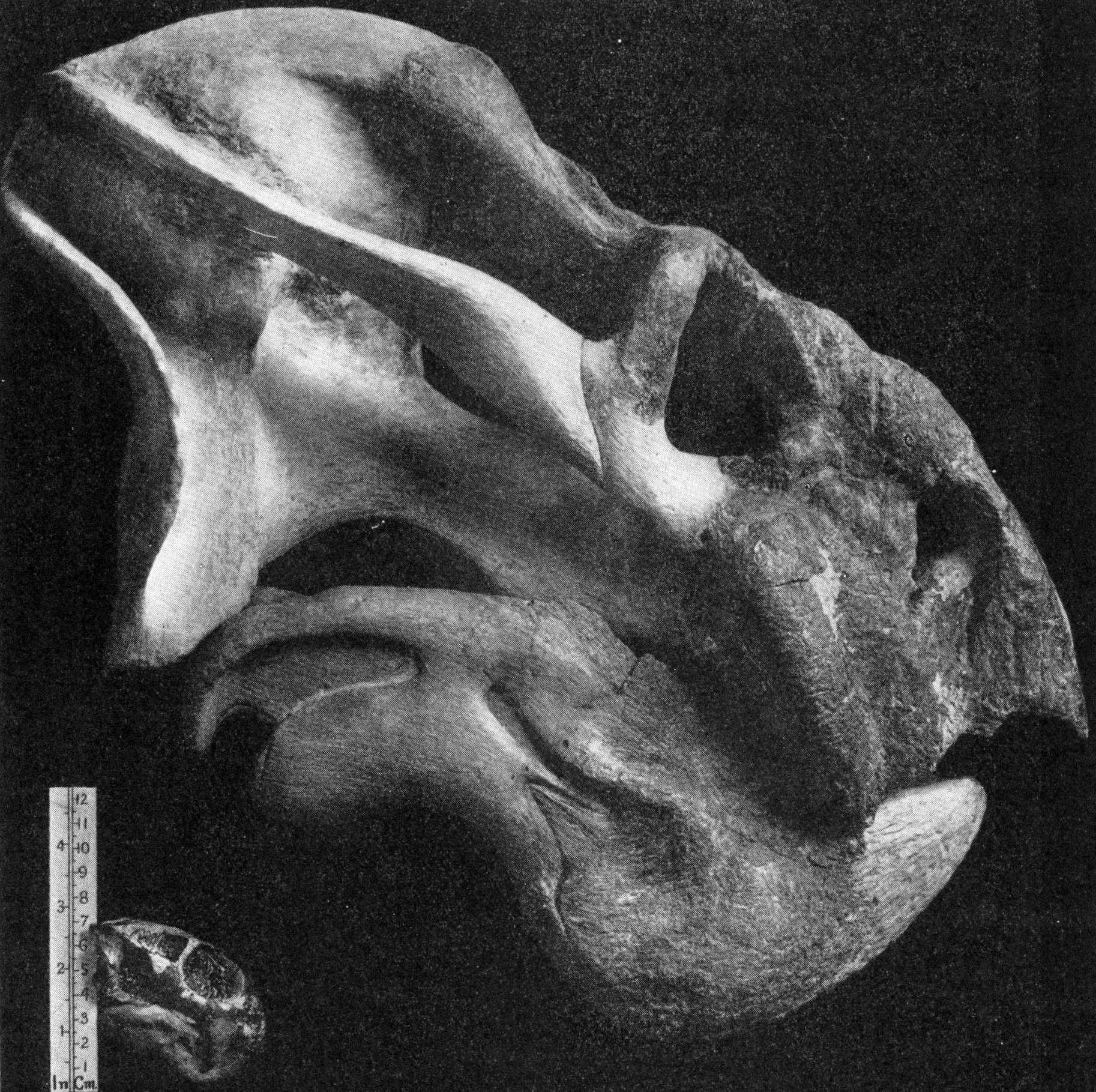
ディキノドン D. whaitsi （上）とディイクトドン D. galeops （下）の頭骨比較

## 分布
化石は南アフリカ、タンザニア、ロシア、および中国などにおいて、最後期のペルム紀の堆積層より発見されている。